# Record (Software)
Record ist eine Digital Audio Workstation der schwedischen Entwickler Propellerhead, die im Jahr 2009 im Handel veröffentlicht wurde. Sie ist allerdings seit Reason Version 6 in Reason integriert.

## Konzept und Aufbau
Mit Record ist es möglich, Audioaufnahmen zu erstellen, zu arrangieren und abzumischen. Record orientiert sich beim Aufbau und Konzept an Reason, das vom selben Entwickler stammt. Der Aufbau ist modular. Das Programmfenster teilt sich in drei Bereiche auf: Mischpult, Rack und Sequencer. Das Rack kann mit verschiedenen Modulen wie Verstärkern, Filtern und synthetischen Aufnahmegeräten gefüllt werden, die frei konfigurier- und kombinierbar sind.
Aufgenommene Ton- und MIDI-Spuren können im integrierten Sequenzer bearbeitet werden. Hierfür bietet das Programm zahlreiche Funktionen wie Lautstärkeanpassung, Schnitt oder Effektbearbeitung.

## Integrierte Instrumente und Effekte
Record bietet eine limitierte Anzahl verschiedener Software-Instrumente und Effektmodule.
Dazu zählen:
- Combinator: Mit diesem Gerät können mehrere Instrumente und Effekte in ein Modul kombiniert werden
- ID-8: Virtuelles Instrument, das Drums, Klaviere, Bässe und Streicherklänge beinhaltet
- MClass Equalizer: Ein 4-Band Equalizer
- MClass Stereo Imager: Eine 2-Band Stereo Prozessoreinheit, mit der Höhen und Tiefen eines Klanges gesplittet und bearbeitet werden können
- MClass Compressor: Ein Kompressor
- MClass Maximizer: Ein Limiter, der den Ausgangspegel eines Instruments auf einen bestimmten Wert herunterregelt
- Line 6 Guitar Amp: Virtuelle Version eines Line 6 Gitarrenverstärker, der drei verschiedene Verstärker emulieren kann
- Line 6 Bass Amp: Virtuelle Version eines Line 6 Bassverstärker, der zwei verschiedene Verstärker emulieren kann
- RV7000 Advanced Reverb: Ein Nachhall Effektgerät
- Scream 4 Distortion: Ein digitales Distortion Effektgerät
- DDL-1 Digital Delay Line: Ein kleines Effektgerät zum Erzeugen von Delay
- CF-101 Chorus/Flanger: Beinhaltet Chorus- und Flangereffekte

## Verbindung mit Reason
Ein wichtiger Aspekt der Software ist die Möglichkeit, sie mit Reason (Version 4) zu verbinden. Hiermit reagiert Propellerhead auf die Kritik, der fehlenden Audioaufnahme in ihrer Software-Workstation. Sind beide Programme verbunden, können sowohl Record-interne als auch Reason-interne Plug-Ins verwendet und somit Audio- und MIDI-Aufnahmen vermischt werden. Es ist weiterhin möglich, bereits in Reason erstellte Songs mit Record zu öffnen.

## Vorteile
Durch das in sich geschlossene System bietet Record eine sehr hohe Stabilität. Ein weiterer Vorteil ist das All-in-one Konzept, das schon in Reason angewandt wurde. Virtuelle Instrumente und Effekte sind bereits in der Software vorhanden und müssen nicht hinzugekauft werden. Es können so viele Module in das virtuelle Rack eingebunden werden wie der dazu verwendete Computer verarbeiten kann. Vor allem für Einsteiger und kleine Künstler ist es ein guter Einstieg, sich in Musiksoftware im Allgemeinen einzuarbeiten. Durch den nahezu identischen Aufbau der Bedienoberfläche, fällt der Umstieg von Reason zu Record sehr einfach aus.
Auch das vollständig integrierte, digitale Mischpult wird als positiv herausgestellt.

## Nachteile
Aufgrund des geschlossenen Systems besteht keine Möglichkeit, das Programm mit externen Plug-Ins zu erweitern. Ein weiterer großer Nachteil ist die fehlende Einbindung von VST-Instrumenten.
Die erstellten Musikstücke können nur in WAV und AIFF exportiert werden.